# Godobieri (rejon gunibski)
Godobieri (ros. Годобери) – wieś w Rosji, w Dagestanie, w rejonie gunibskim. W 2010 liczyła 11 mieszkańców, głównie Awarów.